# Hans-Friedrich Geist
Hans-Friedrich Geist (* 22. Oktober 1901 in Weimar; † 28. August 1978 in Lübeck) war ein deutscher Zeichner, Autor und Kunsterzieher.

## Leben
Geist war Sohn eines Kammermusikers und besuchte bis 1922 Schule und Lehrerseminar in Weimar. Schon 1919 fand er Kontakt zum Bauhaus. 1922 wurde er Lehrer, bis 1925 in Altenburg, 1925 bis 1930 in Meuselwitz. 1930–1934 Akademieschule in Halle (Saale). Er war 1930/31 Gastschüler in der Meisterklasse von Paul Klee. Geist wurde 1933 Mitglied des Nationalsozialistischen Lehrerbundes und 1934 Fachberater für Kunsterziehung. Er legte 1937 die Zeichenlehrerprüfung für Mittelschulen ab. In diesem Jahr wurde gegen ihn ein Disziplinarverfahren eingeleitet, das seine Zugehörigkeit zum Bauhaus zum Gegenstand hatte.
1938 kam Geist nach Lübeck, wo er bis 1942 als Zeichenlehrer tätig war. Nach dem Kriegsdienst im Zweiten Weltkrieg wurde er 1945 bis 1953 wieder als Zeichenlehrer in Lübeck tätig. Von 1946 bis 1950 und von 1958 bis 1970 war Geist, überregional anerkannt, künstlerischer Leiter der Overbeck-Gesellschaft in Lübeck, dem örtlichen Kunstverein. 1949 veranstaltete er in der Kunsthalle Hamburg die große Ausstellung Kinderzeichnungen der Völker. Der Architekturhistoriker Jonas Geist war sein Sohn.

## Schriften (Auswahl)
- Kind und Material. Legen und Formen aus wertlosen Dingen, Ravensburg 1931
- Die Wiedergeburt des Künstlerischen aus dem Volk. Ein Buch von der Kunst des Volkes und ihrer Bestätigung im Schaffen des Kindes als Beispiel praktischer Volkstumsarbeit, Leipzig 1934
- Lübecker Bilderbogen, hg., 1935
- Deutsche Volkskunst. 150 Lichtbilder. Einführung und Deutung von Hans Friedrich Geist, Leipzig o. J. [um 1935]
- Lübecker Bilderbogen, hg. Nr. 1-20, o. J. [um 1935ff.]
- Gestickte Sinnbilder – Mensch und Menschenwerk – Eine Sammlung deutscher Sinnbilder für Kreuzstichstickerei, hg. mit Ellen Semmelroth, bearbeitet von Christel Wöhrlin, 4 Mappen, Verlag NS.-Frauenwarte, München  o. J. (um 1935)
- Spielzeug. Eine bunte Fibel., Bilder von Alfred Mahlau, L. Stackmann, Leipzig 1938,[3] Neuauflage 1971
- Kleine Weihnachtsfreuden. Von weihnachtlichen Bräuchen im deutschen Haus, Zeichnungen von Fritz Lometsch, 1940
- Wunderbare kleine Kunst. Der Scherenschnitt, ein feierabendliches Glück, 1941
- Eine Kindheit voll Liebe, Kassel o. J. [1943]
- Das himmlische Licht, Lübeck 1946
- Paul Klee, 1948
- gemeinsam mit Abram B. Enns: 50 Jahre Overbeck-Gesellschaft, Lübeck 1918-1968, Schmidt, Lübeck 1968
  - zahlreiche Aufsätze und diverse Kataloge der Overbeck-Gesellschaft der Ära Geist